# 卡尔维站
卡尔维站是法国的一个铁路车站，位于法国科西嘉城市卡尔维。该站位于科西嘉岛上，不与法国本土的铁路网连接。

## 位置
卡尔维站位于卡尔维市区中部，老城区以南，距离海岸线不到50米。卡尔维站是一个尽头式的铁路车站，是蓬泰莱恰－卡尔维铁路的终点。

## 运营
卡尔维站由科西嘉铁路公司（Chemin de fer de la Corse，简称CFC）运营，不与法国国家铁路公司（SNCF）联网，站内也只出售科西嘉境内的车票。

## 停靠线路
以下列车线路在卡尔维站停靠：
| 卡尔维站列车线路表 |              |        |          |              |
| 线路               | 车种         | 上一站 | 下一站   | 大致运行频率 |
| 卢斯岛—卡尔维      | Petite Ligne | 勒里多 | （终点） | 每天4~5趟    |
| 巴斯蒂亚—卡尔维    | Grande Ligne | 勒里多 | （终点） | 每天2趟      |
| 1.                 |              |        |          |              |

## 配套交通

### 城际客运
| 停靠卡尔维站的大巴车 |                                |                                                                       |
| 上下车地点           | 运营单位                       | 主要目的地                                                            |
| 蓬泰莱恰站门口       | 科西嘉公共交通公司 Corsica Bus | 巴斯蒂亚、圣弗洛朗                                                    |
| 蓬泰莱恰站门口       | CFC                            | （当某条铁路线施工或罢工时，CFC可能会提供途径该线路沿途站点的大巴车） |
| 1. 2. 3.             |                                |                                                                       |

### 市内交通
卡尔维站附近暂无城市公共交通。

## 临近车站
| 卡尔维站（Gare de Calvi）      |                      |          |
| 上行车站                       | 线路                 | 下行车站 |
| 勒里多站 0.4km ←               | 蓬泰莱恰－卡尔维铁路 | （终点） |
| - 本表仅显示运营中的线路及车站 |                      |          |